# Life in Leipzig
Life in Leipzig is een live muziekalbum van twee leidende musici binnen de Noorse jazz-muziek, Ketil Bjørnstad en Terje Rypdal. Zij speelden gedurende hun carrière al vaker met elkaar, maar in duovorm waren daar nog geen opnamen van. Het concert is in Leipzig opgenomen voor de Mitteldeutscher Rundfunk. De opnamen zijn geremasterd in de Rainbow Studio te Oslo.

## Musici
- Bjørnstad – piano
- Rypdal – elektrische gitaar.

## Composities
1. The Sea V (KB)
2. The pleasure in mine (TR)
3. The Sea II (KB)
4. Flotation and surroundings (TR)
5. Easy now (TR)
6. Notturno (Edvard Grieg)
7. Alai's room (KB)
8. By the fjord (KB)
9. The Sea IX (KB)
10. Le Manfred / Foran Preisen (TR)
11. The return of Per Ulv (TR)

Het album bevat een dagboekfragment, geschreven door Bjørnstad, hij is namelijk ook auteur.